# Verona (provins)
Provinsen Verona (it. Provincia di Verona) er en provins i regionen Veneto i det nordlige Italien. Verona er provinsens hovedby.
Der var 860.796 indbyggere i året 2004.

## Geografi
Provinsen Verona grænser til:
- i nord mod Trentino-Alto Adige (provinsen Trento),
- i øst mod provinserne Vicenza og Padova,
- i syd mod provinsen Rovigo og
- i syd og vest mod Lombardiet (provinserne Mantova og Brescia).

Provinsen Verona består af 38 kommuner. De vigtigste er: Villafranca di Verona, Legnago, San Bonifacio, San Giovanni Lupatoto og Bussolengo.

## Erhvervsliv
Provinsens vigtigste erhvervsvirksomheder er turisme, jordbrug (vin, ris, tobak) og marmorindustri.

## Seværdigheder
Byen Verona og Gardasøen er de vigtigste attraktioner. Her findes også Gardaland, Italiens største tivoli.
45°26′N 10°59′Ø / 45.43°N 10.98°Ø